# Степановське (Мединський район)
Степановське (рос. Степановское) — присілок в Мединському районі Калузької області Російської Федерації.
Населення становить 25 осіб. Входить до складу муніципального утворення Присілок Романово.

## Історія
Від 2004 року входить до складу муніципального утворення Присілок Романово.

## Населення
| 2002 | 2010 |
| ---- | ---- |
| 11   | ↗25  |